# Francisco Pascual Orchell
Francisco Pascual Orchell y Ferrer (Valencia, 25 de septiembre de 1762 - 1825) fue un filólogo, hebraísta, arabista y orientalista español.

## Biografía
Estudió Filosofía, Teología y ambos derechos en Valencia, dedicándose después al estudio del griego y las lenguas orientales. Fue considerado un discípulo del ilustrado Francisco Pérez Bayer. Conocía, aparte del hebreo y del griego, el caldeo, siríaco, rabínico y árabe. Obtuvo el arcedianato de Tortosa. Catedrático de lengua hebrea en 1789, pasó a regentar cátedra de hebreo en los Reales Estudios de San Isidro de Madrid, en 1799. Durante el reinado de José I se le hizo miembro de la Orden Real de España y de la nueva Academia Nacional, pese a su patriotismo, por lo que luego no fue molestado. Fue luego catedrático de hebreo en la Universidad central, tercera enseñanza, en 1823. Fue inventor del llamado triángulo vocálico orcheliano aplicado al hebreo, una teoría científica que pretende explicar la emisión de la voz. Tuvo numerosos discípulos, entre ellos Luis de Usoz, Antonio Puigblanch, Pablo de La Llave y Antonio María García Blanco.